# Азикиве, Ннамди
Бенджамин Ннамди Азики́ве (игбо Benjamin Nnamdi Azikiwe; 16 ноября 1904[…], Зунгеру — 11 мая 1996[…], Нсукка, Энугу) — нигерийский политик, первый президент Нигерии, основоположник нигерийского национализма (зикизма). Известен под прозвищем «Зик».

## Биография
Представитель народности игбо. С 1925 по 1934 год учился в США, где получил высшее образование в естественных и гуманитарных науках, а также в журналистике. Автор книги «Возрождающаяся Африка» (1937). По возвращении в Африку начал издавать в Лагосе местную газету на английском языке West African Pilot. В 1944 году принял участие в создании организации Национальный совет Нигерии и Камеруна, руководил Национальным советом Нигерии и Камеруна в 1944—1966 гг. В начале 1950-х годов Национальный совет Нигерии и Камеруна стал этнорегиональной партией игбо. После провозглашения независимости в 1960 году стал председателем Сената, затем в 1960—1963 годах генерал-губернатором Нигерии. В 1963 году стал президентом Нигерии, положив начало эпохе «Первой нигерийской республики». Смещён в результате военного переворота 1966 года генерала Иронси. Впоследствии поддерживал сепаратистские устремления Биафры.
В 1978—1983 годах возглавлял Нигерийскую народную партию.
Автор работ по истории, социально-экономическим проблемам Нигерии и Африки, сборника стихов.